# داني درايفر
داني درايفر (بالإنجليزية: Danny Driver)‏ هو عازف بيانو بريطاني، ولد في 1977.

## وصلات خارجية
- داني درايفر على موقع ميوزك برينز (الإنجليزية)
- داني درايفر على موقع أول ميوزيك (الإنجليزية)
- داني درايفر على موقع ديسكوغز (الإنجليزية)